# خیر البیان
خير البيان هو كتاب من تأليف بايزيد الأنصاري سنة 1651م. يُعتقد أن كتاب خير البيان هو أول كتاب باللغة البشتونية، وهو بداية الأدب البشتوني. وقد كُتب باللغة البشتونية والفارسية والعربية والأردية، ويُعتبر أول كتاب نثر باللغة البشتونية. كان يُعتقد أن الكتاب قد ضاع حتى عُثر على مخطوطة فارسية أصلية مكتوبة بخط اليد، وهي محفوظة في جامعة توبنغن بألمانيا. وقد حصل عليه مولانا عبد القادر [الإنجليزية] من أكاديمية الباشتو بجامعة بيشاور، وقد حُقق ونُشر طبعة بشتونية في عام 1987.